# 阿尔贝·科雷
阿尔贝·科雷（法語：Albert Corey，1878年4月16日—1926年8月3日），法国男子田径运动员，主攻长跑。他曾代表美国和混合队参加1904年夏季奥林匹克运动会田径比赛，获得二枚银牌。